# Dane Richards
Dane O’Brian Richards (* 14. Dezember 1983 in Montego Bay) ist ein jamaikanischer ehemaliger Fußballspieler auf der Position eines Flügel- und Angriffsspielers.

## Karriere

### Start in Jamaika und den USA

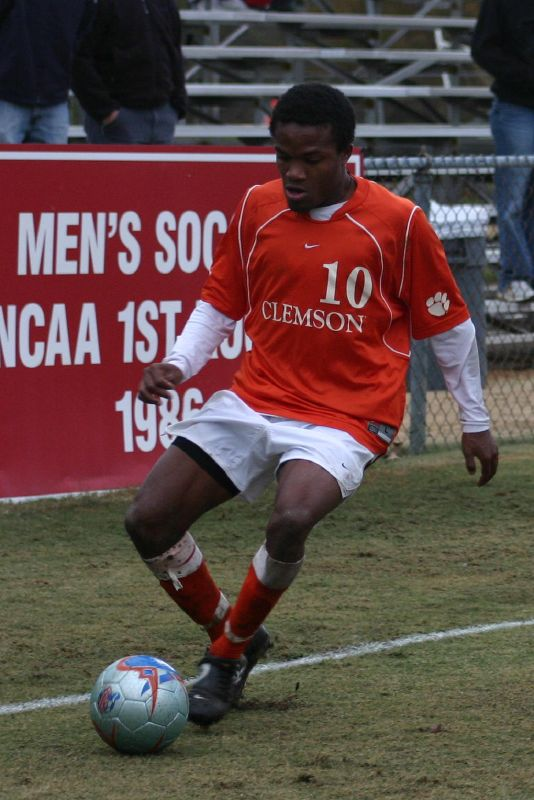
Dane Richards während seiner Zeit an der Clemson University (2005)

Richards begann seine aktive Karriere als Profifußballspieler im Jahre 2001 bei Seba United in der Jamaican National Premier League, der höchsten Spielklasse seines Heimatlandes. 2003 kam er in die Vereinigten Staaten, wo er ans San Jacinto College in Texas kam. Bis zu seinem Abgang 2004 kam er auf insgesamt 45 Treffer, davon auf 25 Tore als Sophomore. Am College hält er mit den 45 Toren in seiner gesamten Collegezeit und mit den 25 Toren in einer Saison zwei bis heute ungebrochene Rekorde. 2004 wurde ihm der Titel als National Junior College Player of the Year verliehen. Im Jahre 2005 setzte Richards seine Karriere an der Clemson University in Clemson, South Carolina fort. Bei den Clemson Tigers, schaffte er es 2005 auf zwölf Treffer, sowie acht Assists. Im Laufe der Saison erzielte er einige spielentscheidende Tore und wurde auch einige Male geehrt. Unter anderem wurde er im All-ACC Tournament Team, im Soccer America Team of the Week (8. November 2005) und im NCAA Final Four Team erwähnt. Weiters wurde er am 7. November 2005 als ACC Player of the Week ausgezeichnet. Außerdem war Richards auf der Beobachtungsliste für die Hermann Trophy, die jährlich dem besten Collegespieler bzw. der besten Collegespielerin verliehen wird.

### Die Zeit bei den New York Red Bulls
Seine Profikarriere begann am 12. Januar 2007, als er beim MLS SuperDraft 2007 in der zweiten Runde als 19. Pick zu den New York Red Bulls gedraftet wurde. Sein MLS-Debüt gab er knapp drei Monate später, am 7. April beim Spiel gegen die Columbus Crew. Nur eine Woche später machte er seine erste Torvorlage für seinen Mitspieler Clint Mathis. Am 5. Mai erzielte Richards sein erstes Tor in Major League Soccer. Nachdem er in seinem Rookie-Jahr in 27 von 28 Spielen gestartet war, dabei zwei Tore schoss, sowie sechs Torvorlagen machte, wurde er für den MLS Rookie of the Year Award nominiert. Dort schaffte er es bis ins Finale, wo er am Ende Maurice Edu unterlag. Die Saison 2008 begann ähnlich, wie die vorangegangene Saison. Insgesamt kam Richards dabei auf drei Meisterschaftstreffer und sechs Assists. Am 19. Juli 2008 beim Spiel gegen Los Angeles Galaxy verletzte er sich am Hüftbeuger, so dass er für drei Spiele ausfiel. Danach kam er in alles vier Play-off-Spielen seines Vereins zum Einsatz und wurde ligaintern als MLS Cup Playoffs Player of the Week ausgezeichnet. Beim MLS Cup im Jahre 2008 schaffte er es mit seinem Team bis ins Finale, wo er der bislang einzige Spieler in der Geschichte der New York Red Bulls ist, der in einem MLS Cupfinale eine Torvorlage machte. Das Spiel wurde mit 3:1 verloren; das Tor für die Red Bulls erzielte John Wolyniec. Die Columbus Crew ging zum ersten Mal in deren Klubgeschichte als Sieger vom Platz. Mannschaftsintern wurde Richards zum Young Player of the Year gekürt.

### Vancouver Whitecaps

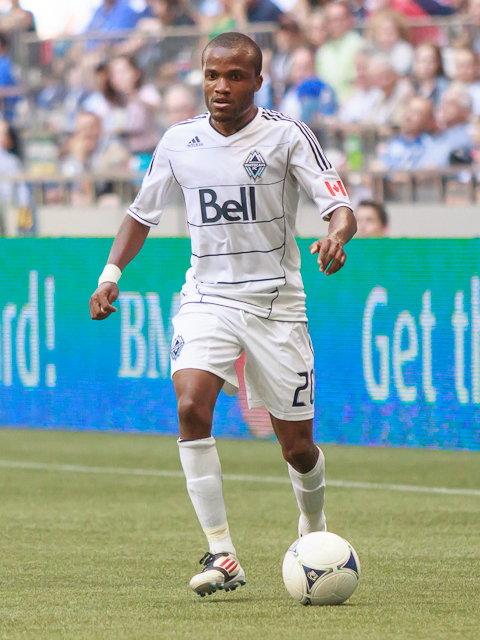
Dane Richards bei den Vancouver Whitecaps

Am 13. Juli 2012 wechselte Richards zu den Vancouver Whitecaps. Die Red Bulls erhielten Sébastien Le Toux und eine Ablösesumme im Austausch für den Jamaikaner. Insgesamt stand er 12-mal für die Kanadier auf dem Platz, ehe er am Ende der Saison nach England wechselte.

### Wechsel nach Europa
Bereits am 26. August 2012 wurde bestätigt das Richards am Ende der Saison 2012 nach England zum FC Burnley wechseln wird. Nach einem Einsatz in einem FA Cup und einem Ligaspiel konnte er die Leistungen nicht bestätigen und wurde am 4. April 2013 zum norwegischen Erstligisten FK Bodø/Glimt ausgeliehen. Dort konnte er sich durchsetzen und wechselte im Sommer 2013 fest zu den Norwegern. Insgesamt spielte er 55-mal für Bodø/Glimt.

### Rückkehr in die USA
Am 7. März 2015 wurde bekannt, dass Richards zu den New York Red Bulls zurückkehrt. Für Indy Eleven und Miami machte er 2015 und im Folgejahr seine letzten Spiele.

### International
In der Nationalmannschaft von Jamaika debütierte Richards im Jahre 2002 im Alter von 18 Jahren. Noch während seiner Studienzeit kam er zu einem weiteren Einsatz im Dress der jamaikanischen Nationalelf. Seine Erfolge in der Saison 2007 blieben nicht unbemerkt und so schaffte es Richards zurück in die Nationalmannschaft, wo er im CFU Caribbean Cup 2008 in allen fünf Spielen seines Heimatlandes zum Einsatz kam und am Ende die Siegertrophäe an sich nehmen durfte. Im folgenden Jahr gehörte er beim CONCACAF Gold Cup 2009 zum jamaikanischen Aufgebot, kam beim Vorrundenaus aber nur zu einem fünfminütigen Kurzeinsatz gegen El Salvador. Des Weiteren nahm er mit dem Team an der Qualifikation für die WM 2010 in Südafrika teil.

## Erfolge
- Karibischer Cupsieger: 2008
- MLS-Cup-Finalist: 2008